# Neogea nocticolor
Neogea nocticolor là một loài nhện trong họ Araneidae.
Loài này thuộc chi Neogea. Neogea nocticolor được Tord Tamerlan Teodor Thorell miêu tả năm 1887.